# Quinto Fulvio Flacco (console 179 a.C.)
Quinto Fulvio Flacco (in latino Quintus Fulvius Flaccus; ... – 173 a.C.) è stato un politico e militare romano.

## Biografia
Flacco era uno dei quattro figli del console omonimo; nel 185 a.C. fu designato come edile curule e quando Gaio Decimo, il pretore urbano, morì, si propose come candidato per tale posizione, ma senza successo. 
Divenne finalmente pretore nel 182 a.C. e gli fu affidata la Spagna Citeriore. Appena giunto, riuscì a scacciare i Celtiberi dalla città di Urbicua, che avevano conquistato e poco dopo li sconfisse in una grande battaglia, uccidendone 23.000 e facendone prigionieri 4.000. Dopo aver riconquistato la città di Contrebia Belaisca, sconfisse nuovamente i Celtiberi, i quali in maggior parte si sottomisero ai Romani . Al termine del suo anno di comando gli fu concesso di portare a Roma quei soldati che si erano maggiormente distinti nelle sue vittorie e furono decretati grandi festeggiamenti come ringraziamento per le vittorie. Quando, però, stava per lasciare la Spagna per l'Italia, i Celtiberi, forse pensando ad uno nuova campagna contro di loro, lo attaccarono mentre transitava in una stretta gola. Flacco uscì vincitore anche in questa battaglia, nonostante la difficile posizione, soprattutto grazie alla sua cavalleria; i Celtiberi si ritirarono disastrosamente dopo aver perso circa 17.000 uomini. Fulvio Flacco promise di indire giochi in onore di Giove e promise di costruire un tempio alla Fortuna equestre e poi ritornò a Roma.
Nel 180 a.C., al suo ritorno, gli fu concesso il trionfo per le sue vittorie e fu eletto console con Lucio Manlio Acidino Fulviano , suo fratello adottivo, caso unico dove due fratelli furono consoli nello stesso tempo .
I giochi a Giove che Flacco aveva promesso furono deliberati dal Senato e furono celebrati; durante il consolato Flacco marciò contro i Liguri, li sconfisse e conquistò il loro campo, tanto che, al suo ritorno a Roma, gli fu concesso un secondo trionfo, che fu celebrato lo stesso giorno in cui l'anno precedente era stato celebrato il trionfo sui Celtiberi.
Nel 174 a.C. fu censore con Aulo Postumio Albino Lusco e proprio in quell'anno suo fratello Gneo fu espulso dal Senato.
Quinto si impegmo impegnò nella costruzione del tempio della Fortuna Equestre, promesso in Spagna, e che lui voleva estremamente maestoso. Per tale motivo fece rimuovere il tetto del tempio di Giunone Lacinia, che si trovava al Capo Lacinio a Crotone nel Bruzio, per poter riutilizzare le lastre in marmo per il nuovo tempio. I Bruzi subirono tale sacrilegio senza reagire, per debolezza politica e forse paura di ritorsioni, ma quando la nave con il marmo giunse a Roma, il modo in cui tale materiale era stato ottenuto era noto. I consoli lo convocarono in Senato, dove il suo operato fu pubblicamente disapprovato; fu deciso, inoltre, di riportare il marmo nel Bruzio e di compiere sacrifici riparatori da offrire a Giunone. Le lastre di marmo furono riportate al luogo d'origine, ma, poiché a Crotone non c'erano artigiani capaci di rimontare i marmi rimontate sul tetto e rimasero a fianco del tempio.
Dopo la censura Flacco entrò nel collegio dei pontefici, ma ben presto iniziò a dare segni precisi di disturbi mentali e la popolazione romana riteneva che fossero la punizione per il sacrilegio compiuto sul tempio di Giunone. Trovandosi in questo particolare stato, gli giunse notizia che dei suoi due figli, che combattevano in Illiria, uno fosse morto e l'altro fosse gravemente malato. Questo fu il colpo di grazia, che scolvolse completamente la sua mente e lo portò ad impiccarsi nel sua camera da letto (173 a.C.).